# سگ‌های ولگرد
سگ‌های ولگرد (به انگلیسی: Reservation Dogs) یک مجموعه تلویزیونی کمدی آمریکایی است که توسط استرلین هارجو و تایکا وایتیتی تولید شده‌است. این سریال در ۹ اوت ۲۰۲۱ از اف‌ایکس آن هولو پخش شد. این مجموعه در ۲۷ سپتامبر ۲۰۲۳ به پایان رسید.

## چکیده
این سریال زندگی چهار نوجوان بومی در روستاهای اوکلاهما را روایت می‌کند که روزهای خود را با ارتکاب جرم و نیز مبارزه با آن می‌گذرانند.

## تولید
خبر این سریال برای اولین بار در نوامبر ۲۰۱۹ پخش شد و کمی بعد توسط تایکا وایتیتی در توییتر تأیید شد. گزارش اولیه اعلام کرد که وایتیتی با همکاری فیلمساز بومی آمریکایی استرلین هرجو به نوشتن این سریال خواهد پرداخت و وظیفه تهیه‌کنندگی اجرایی و کارگردانی را نیز هردو بر عهده داشت.
فصل اول این سریال که فیلم‌برداری آن تا ژوئیه ۲۰۲۱ به پایان رسید، در ایالت اوکلاهما در اوکمالجی، تولسا، اسند اسپرینگز، بگس، اینولا و ترلتون ضبط شد.

## بازخورد منتقدان
هر سه فصل سگ‌های ولگرد مورد تحسین منتقدان قرار گرفت. در وب‌سایت جمع‌آوری بازبینی راتن تومیتوز، این مجموعه دارای رتبهٔ ۹۹٪ مثبت است. در همین حال، در متاکریتیک، که از میانگین وزنی استفاده می‌کند، مجموعه امتیاز کلی ۸۹ از ۱۰۰ را دریافت کرد. هر فصل از این سریال همچنین در بین ده بهترین برنامه تلویزیونی سال‌های ۲۰۲۱، ۲۰۲۲ و ۲۰۲۳ توسط انستیتوی فیلم آمریکا فهرست شد.